# پاپودو
پاپودو (به اسپانیایی: Papudo) یک شهرستان در شیلی است که در پتورکا واقع شده‌است. پاپودو ۱۶۵٫۵ کیلومتر مربع مساحت و ۵٬۰۲۶ نفر جمعیت دارد و ۱۴۵ متر بالاتر از سطح دریا واقع شده‌است.